# 双塔镇 (鸡泽县)
双塔镇，是中华人民共和国河北省邯郸市鸡泽县下辖的一个乡镇级行政单位。

## 行政区划
双塔镇下辖以下地区：
东双塔村、蔡庄村、西仝庄村、东仝庄村、永光村、南三陵村、西三陵村、东三陵村、魏庄村、柳林口村、军寨村、新军寨村、东申底村、中申底村、南申底村、西申底村和西双塔村。